# Dreamcast demók listája
Ez a Dreamcast demók listája.
| Cím | Év   | Fejlesztő | Kiadó     | Régió |
| --- | ---- | --------- | --------- | ----- |
| Dorimaga GDROM Vol:1 (ドリマガＧＤＶｏｌ：1)                                                              |      |           | Soft Bank | Japán |
| Dorimaga GDROM Vol:2 (ドリマガＧＤＶｏｌ：2)                                                              |      |           | Soft Bank | Japán |
| Dorimaga GDROM Vol:3 (ドリマガＧＤＶｏｌ：3)                                                              |      |           | Soft Bank | Japán |
| Dorimaga GDROM Vol:4 (ドリマガＧＤＶｏｌ：4)                                                              |      |           | Soft Bank | Japán |
| Dorimaga GDROM Vol:5 (ドリマガＧＤＶｏｌ：５)                                                             |      |           | Soft Bank | Japán |
| Dorimaga GDROM Vol:10 (ドリマガＧＤＶｏｌ：１０)                                                          |      |           | Soft Bank | Japán |
| Dorimaga GDROM Vol:11 (ドリマガＧＤＶｏｌ：１１)                                                          |      |           | Soft Bank | Japán |
| Dorimaga GDROM Vol:12 (ドリマガＧＤＶｏｌ：１2)                                                           |      |           | Soft Bank | Japán |
| Dream Preview Volume 2 PROMOTION DISC (ドリーム プレピュー Vol.2 ドリームキャスト プロモーションディスク) | 1999 | Sega      | Sega      | Japán |
| Dreamcast Express Extra (ドリームキャスト エクスポレス エクストラ)                                        |      | Sega      | Sega      | Japán |
| Dreamcast Express Vol.1 （ドリームキャスト エクスプレス Vol.1）                                           |      | Sega      | Sega      | Japán |
| Dreamcast Express Vol.2 （ドリームキャスト エクスプレス Vol.2）                                           |      | Sega      | Sega      | Japán |
| Dreamcast Express Vol.3 （ドリームキャスト エクスプレス Vol.3）                                           |      | Sega      | Sega      | Japán |
| Dreamcast Express Vol.4 （ドリームキャスト エクスプレス Vol.4）                                           |      | Sega      | Sega      | Japán |
| Dreamcast Express Vol.5 （ドリームキャスト エクスプレス Vol.5）                                           |      | Sega      | Sega      | Japán |
| Dreamcast Express Vol.6 （ドリームキャスト エクスプレス Vol.6）                                           |      | Sega      | Sega      | Japán |
| Dreamcast Express Vol.7 （ドリームキャスト エクスプレス Vol.7）                                           |      | Sega      | Sega      | Japán |
| Dreamcast Magazine GDROM May 28th                                                                         | 1999 |           | Soft Bank | Japán |
| Dreamon 01                                                                                                | 1999 |           |           | EU    |
| Dreamon 02                                                                                                |      |           |           | EU    |
| Dreamon 03                                                                                                |      |           |           | EU    |
| Dreamon 04                                                                                                |      |           |           | EU    |
| Dreamon 05                                                                                                |      |           |           | EU    |
| Dreamon 06                                                                                                |      |           |           | EU    |
| Dreamon 07                                                                                                |      |           |           | EU    |
| Dreamon 08                                                                                                |      |           |           | EU    |
| Dreamon 09                                                                                                |      |           |           | EU    |
| Dreamon 10                                                                                                |      |           |           | EU    |
| Dreamon 11                                                                                                |      |           |           | EU    |
| Dreamon 12                                                                                                |      |           |           | EU    |
| Dreamon 13                                                                                                |      |           |           | EU    |
| Dreamon 14                                                                                                |      |           |           | EU    |
| Dreamon 15                                                                                                |      |           |           | EU    |
| Dreamon 16                                                                                                |      |           |           | EU    |
| Dreamon 17                                                                                                |      |           |           | EU    |
| Dreamon 18                                                                                                |      |           |           | EU    |
| Dreamon 19                                                                                                |      |           |           | EU    |
| Dreamon 20                                                                                                |      |           |           | EU    |
| Dreamon 21                                                                                                |      |           |           | EU    |
| Dreamon 22                                                                                                |      |           |           | EU    |